# Petra Lidia Ševeljević
Petra Lidia Ševeljević (Zagreb, 31. kolovoza 1976.) je hrvatska akademska slikarica. 

## Životopis
Rodila se u Zagrebu. Završila je srednju školu za primijenjenu umjetnost i dizajn 1994.g., a Likovnu akademiju, smjer slikarstvo, u klasi profesora Igora Rončevića, 2000.g. Aktivno izlaže od 1999. g.

## Vanjske poveznice
- Službene stranice  Arhivirana inačica izvorne stranice od 31. ožujka 2022. (Wayback Machine)